# Szentiványi Béla

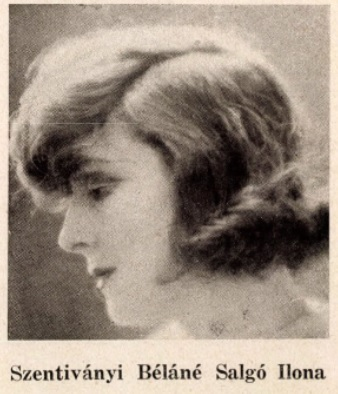
Szentiványi Béla első feleségének Salgó Ilona színésznőnek a portréja a Magyar színművészeti lexikonban (1931)

Szentiványi Béla, született Czéder Béla György (Budapest, 1895. június 28. – Budapest, 1959. október 7.) színész, színházi rendező, színigazgató.

## Életútja
Czéder Imre rézműves és Lechner Mária fia. Az iparművészeti iskola elvégzése után bevonult a katonasághoz. Leszerelése után, 1908 novemberétől Rózsahegyi Kálmán színiiskolájába járt. 1919 márciusában szerződött az Apolló Kabaréhoz, majd az Andrássy úti Színház, a Várszínház és a Belvárosi Színház tagja lett. A várszínházi működése alatt nagy sikert aratott Szilágyi László Levendula című darabjában, Steiger Flórián szerepében. Ebben a szerepben látta meg Beöthy László, aki a Belvárosi Színházhoz szerződtette. Itt mint kitűnő beugró-színész működött két éven keresztül, de ambícióját nem tudta kielégíteni és ezért a szegedi városi színházhoz szerződött operettrendezőnek és színésznek. Egy évi működése után Alapi Nándor Országos Kamara Színházához szerződött rendezőnek, majd 1928 szeptemberében maga is színigazgató lett és Országos Művész-Színház név alatt stagione-társulatot vezetett, országos sikerrel. 1933-ig bejárta az egész országot, jelentős színészek léptek fel társulatában. 1936–37-ben a Bethlen téri Színház, 1939–40-ben az Operett Stagione tagja volt, majd 1941-től 1943-ig az Új Magyar Színház rendezőjeként működött. Újítása volt a pillanatok alatt átalakítható díszlet. Nevét 1953-ban magyarosította hivatalosan. Halálát szívkoszorúér-keményedés és -szűkület, szívizom-hegesedés okozta.
Első felesége Salgó Ilona (Budapest, 1895. június 5. – ?) volt, akivel 1927. május 31-én házasodott össze Budapesten. 1920 szeptembertől működött a színi pályán; szerződései: Várszínház, szegedi színház, Országos Kamara színház és a férje, Szentiványi Béla országos művészszínházánál működött, mint drámai szende. Legjobb szerepei: Váljunk el: Cyprienne, Krétakör: Hai Tang, Hamlet: Ophélia, stb. 1941-ben váltak el.
1937-ben Miskolcon ismerte meg második feleségét, Zimonyi Mártát. 1941. augusztus 1-jén vette feleségül Budapesten, a Józsefvárosban, gyermekük: Márta (szül. 1944. május 1.).

## Fontosabb szerepei
- Leander (Molière: Botcsinálta doktor)
- Horkai Feri (Herczeg Ferenc: A Gyurkovics-lányok)
- Ságody Jenő (Szenes Béla: Az alvó férj)

## Főbb rendezései
- Jean Gilbert: A nagy nő, A kis huncut
- ifj. Johann Strauss: Egy éj Velencében
- Brandon Thomas: Charlie nénje
- Huszka Jenő: Lili bárónő

## Filmszerepei
- Lelki klinika (1941) – a Reggeli hírek munkatársa
- Kétezerpengős férfi (1942) – előleget kérő alkalmazott
- Házassággal kezdődik (1942-43) – főorvos
- Lejtőn (1943) – katonai tábornok